# Meroleucoides diazmaurini
Meroleucoides diazmaurini is een vlinder uit de familie nachtpauwogen (Saturniidae), onderfamilie Hemileucinae.
De wetenschappelijke naam van de soort is voor het eerst geldig gepubliceerd door Decaens, Bonilla & Ramirez in 2005.